# Primera División B 2017 (Paraguay)
El campeonato de la Primera División B 2017 del fútbol paraguayo, fue la septuagésima sexta edición de un campeonato oficial de Tercera División denominada actualmente Primera División B, organizado por la Asociación Paraguaya de Fútbol. El campeonato inició el 25 de marzo, con actos inaugurales en el estadio Salustiano Zaracho del club 29 de Septiembre, que recibió al club Cristóbal Colón JAS, el resultado del encuentro fue victoria local por 2 a 0. En esta edición compitieron 18 equipos.
Desde esta edición se tendrá en cuenta los puntos para la implementación del sistema de promedios para el descenso en la temporada siguiente.
Se consagró campeón y logró el ascenso a la División Intermedia el club Sportivo San Lorenzo en la última fecha del campeonato, tras un disputado certamen con el club Colegiales, quien logró el subcampeonato y la opción de jugar el repechaje por el ascenso contra el subcampeón de la Primera División B Nacional, repechaje que finalmente perdió.
Perdieron la categoría los clubes Cerro Corá y Sportivo Limpeño, este último tras jugar un desempate por la permanencia contra el club Benjamín Aceval.

## Sistema de competición
El modo de disputa se mantendría al igual que en las temporadas precedentes el de todos contra todos a partidos de ida y vuelta, es decir a dos rondas compuestas por 17 jornadas cada una con localía recíproca. Se consagrará campeón el equipo que acumule la mayor cantidad de puntos al término de las 34 fechas.
En caso de paridad de puntos entre dos contendientes, se define el título en un partido extra. De existir más de dos en disputa, se resuelve según los siguientes parámetros:
1) saldo de goles;
2) mayor cantidad de goles marcados;
3) mayor cantidad de goles marcados en condición de visitante;
4) sorteo.

## Producto de la clasificación
- El torneo coronará al 75° campeón en la historia de la Tercera División.[7]

- El campeón del torneo, obtendrá directamente su ascenso a la Segunda División.

- El subcampeón del torneo, accederá al repechaje por el ascenso contra el subcampeón de la Primera División Nacional B.

- Los dos equipos que terminen en los últimos puestos de la tabla descenderán a la Cuarta División.

## Ascensos y descensos
| Ascendido a División Intermedia                   |
| ------------------------------------------------- |
| Martín Ledesma (Campeón de la Primera División B) |

| Descendido a Primera División C          |
| ---------------------------------------- |
| Oriental (Último en la temporada pasada) |

| Ascendidos de Primera División C |
| -------------------------------- |
| Pilcomayo (Campeón)              |
| Cristóbal Colón JAS (Subcampeón) |
| 24 de Septiembre VP (Tercero)    |

| Descendidos de División Intermedia                           |
| ------------------------------------------------------------ |
| Cristóbal Colón (Ñ) (Antepenúltimo en la tabla de promedios) |
| San Lorenzo (Penúltimo en la tabla de promedios)             |
| Sport Colombia (Último en la tabla de promedios)             |

## Equipos participantes
| Equipo              | Fundación                | Ciudad               | Estadio                      | Capacidad |
| ------------------- | ------------------------ | -------------------- | ---------------------------- | --------- |
| 12 de Octubre (I)   | 14 de agosto de 1914     | Itauguá              | Luis Alberto Salinas Tanasio | 10 000    |
| 24 de Setiembre VP  | 24 de septiembre de 1914 | Areguá               | Próculo Cortázar             | 2500      |
| 29 de Setiembre     | 30 de abril de 1942      | Luque                | Salustiano Zaracho           | 3500      |
| 3 de Febrero        | 10 de marzo de 1949      | Asunción             | 3 de Febrero                 | 500       |
| 3 de Noviembre      | 15 de mayo de 1959       | Asunción             | Rubén Ramírez                | 1500      |
| Ameliano            | 6 de enero de 1936       | Asunción             | José Tomás Silva             | 800       |
| Benjamín Aceval     | 6 de junio de 1918       | Villa Hayes          | Isidro Roussillón            | 5000      |
| Capitán Figari      | 1 de marzo de 1931       | Lambaré              | Juan B. Ruíz Díaz            | 5500      |
| Cerro Corá          | 1 de marzo de 1925       | Asunción             | Andrés Rodríguez             | 6000      |
| Colegiales          | 7 de enero de 1977       | Lambaré              | Luciano Zacarías             | 8000      |
| Cristóbal Colón JAS | 12 de octubre de 1913    | J. Augusto Saldívar  | Herminio Ricardo             | 3000      |
| Cristóbal Colón (Ñ) | 12 de octubre de 1925    | Ñemby                | Pablo Patricio Bogarín       | 2500      |
| Pilcomayo           | 9 de junio de 1915       | Mariano Roque Alonso | Agustín Báez                 | 800       |
| Recoleta            | 12 de febrero de 1931    | Asunción             | Roque Battilana              | 6000      |
| San Lorenzo         | 17 de abril de 1930      | San Lorenzo          | Gunther Vogel                | 5000      |
| Sport Colombia      | 1 de noviembre de 1924   | Fernando de la Mora  | Alfonso Colmán               | 7000      |
| Sportivo Limpeño    | 16 de julio de 1914      | Limpio               | Optaciano Gómez              | 1500      |
| Tacuary             | 10 de diciembre de 1923  | Asunción             | Toribio Vargas               | 3000      |

### Distribución geográfica de los equipos
| Región                           | Cant. | Equipos |
| -------------------------------- | ----- | --- |
| Distrito Capital                 | 6     | 3 de Febrero, 3 de Noviembre, Ameliano, Cerro Corá, Recoleta, Tacuary. |
| Departamento Central             | 11    | Pilcomayo (Mariano Roque Alonso); 24 de Setiembre (Areguá); Cristóbal Colón (Ñemby); Cristóbal Colón (J. Augusto Saldívar); Sport Colombia (Fernando de la Mora); Capitán Figari y Atlético Colegiales (Lambaré); 29 de Setiembre (Luque); 12 de Octubre (Itauguá); Sportivo Limpeño (Limpio); San Lorenzo. |
| Departamento de Presidente Hayes | 1     | Dr. Benjamín Aceval (Villa Hayes). |

## Clasificación
| Pos. | Equipos             | PJ | PG | PE | PP | GF | GC | S   | Pts. |
| ---- | ------------------- | -- | -- | -- | -- | -- | -- | --- | ---- |
| 1.   | San Lorenzo(***)    | 34 | 20 | 11 | 3  | 67 | 28 | 39  | 73   |
| 2.   | Colegiales (*)      | 34 | 21 | 6  | 7  | 54 | 35 | 19  | 71   |
| 3.   | 12 de Octubre (I)   | 34 | 18 | 9  | 7  | 59 | 34 | 25  | 63   |
| 4.   | Ameliano(**)        | 34 | 14 | 11 | 9  | 49 | 44 | 5   | 55   |
| 5.   | 24 de Setiembre VP  | 34 | 13 | 12 | 9  | 51 | 43 | 8   | 51   |
| 6.   | 3 de Febrero        | 34 | 14 | 8  | 12 | 53 | 53 | 0   | 50   |
| 7.   | Capitán Figari      | 34 | 12 | 11 | 11 | 50 | 48 | 2   | 47   |
| 8.   | Recoleta            | 34 | 13 | 8  | 13 | 43 | 44 | -1  | 47   |
| 9.   | Cristóbal Colón (Ñ) | 34 | 11 | 12 | 11 | 51 | 42 | 9   | 45   |
| 10.  | Tacuary             | 34 | 10 | 15 | 9  | 46 | 49 | -3  | 45   |
| 11.  | 29 de Setiembre     | 34 | 12 | 8  | 14 | 50 | 51 | -1  | 44   |
| 12.  | 3 de Noviembre      | 34 | 11 | 10 | 13 | 53 | 60 | -7  | 43   |
| 13.  | Cristóbal Colón JAS | 34 | 11 | 9  | 14 | 54 | 54 | 0   | 42   |
| 14.  | Sport Colombia (*)  | 34 | 10 | 10 | 14 | 39 | 46 | -7  | 39   |
| 15.  | Pilcomayo(***)      | 34 | 10 | 9  | 15 | 45 | 55 | -10 | 38   |
| 16.  | Benjamín Aceval(#)  | 34 | 10 | 6  | 18 | 39 | 54 | -15 | 36   |
| 17.  | Sportivo Limpeño(#) | 34 | 8  | 12 | 14 | 46 | 50 | -4  | 36   |
| 18.  | Cerro Corá(**)      | 34 | 1  | 7  | 26 | 23 | 82 | -59 | 9    |

Pos=Posición; PJ=Partidos jugados; PG=Partidos ganados; PE=Partidos empatados; PP=Partidos perdidos; Pts=Puntos 

GF=Goles a favor; GC=Goles en contra; DG=Diferencia de gol
(*)Colegiales le ganó una protesta al club Sport Colombia por el partido de la 3.ª fecha, se le asignaron 2 puntos más, así mismo se le restó 1 punto a Sport Colombia. 

(**)Ameliano le ganó una protesta al club Cerro Corá por el partido de la 26.ª fecha, se le asignaron 2 puntos más, así mismo se le restó 1 punto a Cerro Corá. 

(***)San Lorenzo le ganó una protesta al club Pilcomayo por el partido de la 27.ª fecha, se le asignaron 2 puntos más, así mismo se le restó 1 punto a Pilcomayo. 

(#)Benjamín Aceval le ganó el repechaje por la permanencia al club Sportivo Limpeño, tras terminar el campeonato con la misma cantidad de puntos en la penúltima posición.
|  | Ascendido a Segunda División |

|  | Perdió repechaje por ascenso a Segunda División |

|  | Descendidos a Cuarta División |

## Repechaje por el ascenso
Colegiales al lograr el subcampeonato del torneo disputó partidos de ida y vuelta contra el club R.I. 3 Corrales de Ciudad del Este subcampeón de la Primera División B Nacional por un cupo de ascenso a la Segunda División. La localía se estableció por sorteo, para la definición en el caso de igualdad de puntos, se tendría en cuenta la diferencia de goles en primera instancia y si persistía la igualdad se definiría en tanda de penales. Finalmente Colegiales perdió el repechaje desde la tanda de penales.
| 15 de octubre, 16:00 Hs. | Colegiales              | 1:2     | R.I. 3 Corrales                           | Estadio Colegialito, Asunción                           |                                                         |
|                          | Inocencio Velázquez 62' | Reporte | José González 45+2' · Javier Portillo 81' | Asistencia: 228 espectadores Árbitro(s): Carlos Galeano | Asistencia: 228 espectadores Árbitro(s): Carlos Galeano |

| 22 de octubre, 15:30 Hs. | R.I. 3 Corrales                                                              | 1:2 (4:2 p.)               | Colegiales                                                         | Estadio R.I. 3 Corrales, Ciudad del Este                  |                                                           |
|                          | Sergio Cabral 88'                                                            | Reporte                    | Wildo Candia 13' · Pedro Godoy 39'                                 | Asistencia: 1223 espectadores Árbitro(s): Carlos Amarilla | Asistencia: 1223 espectadores Árbitro(s): Carlos Amarilla |
|                          |                                                                              | Tiros desde el punto penal |                                                                    |                                                           |                                                           |
|                          | Óscar Benítez · Rodney Pedrozo · José González · Javier Portillo · Abel Vera |                            | Ulises Domínguez · Julio Castillo · César Castro · Faustino Bordón |                                                           |                                                           |

## Campeón
|                         |
| San Lorenzo 2.do título |

## Resultados
| 29 de Setiembre   | 2 - 0 | Cristóbal Colón JAS | Salustiano Zaracho | 25 de marzo |
| Benjamín Aceval   | 0 - 1 | 3 de Noviembre      | Isidro Roussillón  | 26 de marzo |
| Ameliano          | 7 - 1 | 24 de Setiembre VP  | José Tomás Silva   | 26 de marzo |
| Capitán Figari    | 0 - 0 | Pilcomayo           | Juan B. Ruiz Díaz  | 26 de marzo |
| Recoleta          | 1 - 1 | Cristóbal Colón (Ñ) | Roque Battilana    | 26 de marzo |
| Colegiales        | 2 - 4 | Tacuary             | Colegialito        | 26 de marzo |
| 12 de Octubre (I) | 1 - 1 | San Lorenzo         | Luis Salinas       | 26 de marzo |
| 3 de Febrero      | 3 - 2 | Sport Colombia      | 3 de Febrero       | 26 de marzo |
| Cerro Corá        | 0 - 0 | Limpeño             | Andrés Rodríguez   | 26 de marzo |

| Limpeño             | 0 - 0 | 3 de Febrero      | Optaciano Gómez        | 1 de abril |
| San Lorenzo         | 1 - 1 | Colegiales        | Gunther Vogel          | 1 de abril |
| Tacuary             | 1 - 1 | Recoleta          | Toribio Vargas         | 1 de abril |
| Cristóbal Colón (Ñ) | 1 - 1 | Capitán Figari    | Pablo Patricio Bogarín | 1 de abril |
| Cerro Corá          | 0 - 0 | Benjamín Aceval   | Andrés Rodríguez       | 2 de abril |
| Sport Colombia      | 0 - 0 | 12 de Octubre (I) | Alfonso Colmán         | 2 de abril |
| Pilcomayo           | 1 - 0 | 29 de Setiembre   | Agustín Báez           | 2 de abril |
| Cristóbal Colón JAS | 1 - 1 | Ameliano          | Herminio Ricardo       | 2 de abril |
| 24 de Setiembre VP  | 3 - 1 | 3 de Noviembre    | Próculo Cortázar       | 2 de abril |

| Benjamín Aceval   | 3 - 1 | 24 de Setiembre VP  | Isidro Roussillón  | 8 de abril |
| 3 de Noviembre    | 8 - 3 | Cristóbal Colón JAS | Rubén Ramírez      | 8 de abril |
| Ameliano          | 1 - 1 | Pilcomayo           | José Tomás Silva   | 8 de abril |
| 29 de Setiembre   | 2 - 1 | Cristóbal Colón (Ñ) | Salustiano Zaracho | 8 de abril |
| Capitán Figari    | 2 - 2 | Tacuary             | Juan B. Ruíz Díaz  | 8 de abril |
| Recoleta          | 0 - 4 | San Lorenzo         | Roque Battilana    | 8 de abril |
| 12 de Octubre (I) | 5 - 2 | Limpeño             | Luis Salinas       | 8 de abril |
| 3 de Febrero      | 5 - 2 | Cerro Corá          | 3 de Febrero       | 8 de abril |
| Colegiales        | 0 - 4 | Sport Colombia      | Colegialito        | 9 de abril |

| 3 de Febrero        | 0 - 0 | Benjamín Aceval    | 3 de Febrero           | 12 de abril |
| Cerro Corá          | 1 - 2 | 12 de Octubre (I)  | Andrés Rodríguez       | 12 de abril |
| Limpeño             | 0 - 1 | Colegiales         | Optaciano Gómez        | 12 de abril |
| Sport Colombia      | 0 - 0 | Recoleta           | Alfonso Colmán         | 12 de abril |
| San Lorenzo         | 2 - 0 | Capitán Figari     | Gunther Vogel          | 12 de abril |
| Tacuary             | 1 - 2 | 29 de Setiembre    | Toribio Vargas         | 12 de abril |
| Cristóbal Colón (Ñ) | 1 - 1 | Ameliano           | Pablo Patricio Bogarín | 12 de abril |
| Pilcomayo           | 5 - 5 | 3 de Noviembre     | Agustín Báez           | 12 de abril |
| Cristóbal Colón JAS | 0 - 0 | 24 de Setiembre VP | Herminio Ricardo       | 12 de abril |

| Benjamín Aceval    | 3 - 2 | Cristóbal Colón JAS | Isidro Roussillón  | 16 de abril |
| 24 de Setiembre VP | 1 - 0 | Pilcomayo           | Próculo Cortázar   | 16 de abril |
| 3 de Noviembre     | 2 - 2 | Cristóbal Colón (Ñ) | Rubén Ramírez      | 16 de abril |
| Ameliano           | 1 - 0 | Tacuary             | José Tomás Silva   | 16 de abril |
| 29 de Setiembre    | 1 - 3 | San Lorenzo         | Salustiano Zaracho | 16 de abril |
| Capitán Figari     | 2 - 1 | Sport Colombia      | Juan B. Ruíz Díaz  | 16 de abril |
| Recoleta           | 1 - 1 | Limpeño             | Roque Battilana    | 16 de abril |
| Colegiales         | 4 - 1 | Cerro Corá          | Colegialito        | 16 de abril |
| 12 de Octubre (I)  | 7- 0  | 3 de Febrero        | Luis Salinas       | 16 de abril |

| 3 de Febrero        | 2 - 2 | Colegiales          | 3 de Febrero           | 22 de abril |
| Limpeño             | 0 - 1 | Capitán Figari      | Optaciano Gómez        | 22 de abril |
| Tacuary             | 2 - 2 | 3 de Noviembre      | Toribio Vargas         | 22 de abril |
| Cristóbal Colón (Ñ) | 2 - 2 | 24 de Setiembre VP  | Pablo Patricio Bogarín | 22 de abril |
| 12 de Octubre (I)   | 1 - 4 | Benjamín Aceval     | Luis Salinas           | 23 de abril |
| Cerro Corá          | 1 - 2 | Recoleta            | Andrés Rodríguez       | 23 de abril |
| Sport Colombia      | 1 - 2 | 29 de Septiembre    | Alfonso Colmán         | 23 de abril |
| San Lorenzo         | 6 - 0 | Ameliano            | Gunther Vogel          | 23 de abril |
| Pilcomayo           | 1 - 2 | Cristóbal Colón JAS | Agustín Báez           | 23 de abril |

| Benjamín Aceval     | 3 - 0 | Pilcomayo           | Isidro Roussillón  | 29 de abril |
| Recoleta            | 2 - 0 | 3 de Febrero        | Roque Battilana    | 29 de abril |
| 24 de Setiembre VP  | 1 - 1 | Tacuary             | Próculo Cortázar   | 29 de abril |
| 3 de Noviembre      | 1 - 1 | San Lorenzo         | Rubén Ramírez      | 29 de abril |
| Ameliano            | 1 - 2 | Sport Colombia      | José Tomás Silva   | 29 de abril |
| Capitán Figari      | 4 - 3 | Cerro Corá          | Juan B. Ruíz Díaz  | 29 de abril |
| 29 de Septiembre    | 2 - 2 | Limpeño             | Salustiano Zaracho | 30 de abril |
| Cristóbal Colón JAS | 2 - 1 | Cristóbal Colón (Ñ) | Herminio Ricardo   | 30 de abril |
| Colegiales          | 1 - 2 | 12 de Octubre (I)   | Colegialito        | 30 de abril |

| Colegiales          | 5 - 1 | Benjamín Aceval     | Colegialito            | 10 de mayo |
| 12 de Octubre (I)   | 3 - 2 | Recoleta            | Luis Salinas           | 10 de mayo |
| 3 de Febrero        | 2 - 0 | Capitá Figari       | 3 de Febrero           | 10 de mayo |
| Limpeño             | 2 - 1 | Ameliano            | Optaciano Gómez        | 10 de mayo |
| Sport Colombia      | 0 - 1 | 3 de Noviembre      | Alfonso Colmán         | 10 de mayo |
| San Lorenzo         | 0 - 2 | 24 de Septiembre VP | Gunther Vogel          | 10 de mayo |
| Tacuary             | 1 - 5 | Cristóbal Colón JAS | Toribio Vargas         | 10 de mayo |
| Cristóbal Colón (Ñ) | 0 - 1 | Pilcomayo           | Pablo Patricio Bogarín | 10 de mayo |
| Cerro Corá          | 0 - 4 | 29 de Setiembre     | Andrés Rodríguez       | 10 de mayo |

| Benjamín Aceval     | 1 - 3 | Cristóbal Colón (Ñ) | Isidro Roussillón  | 7 de mayo |
| Pilcomayo           | 2 - 2 | Tacuary             | Agustín Báez       | 7 de mayo |
| Cristóbal Colón JAS | 0 - 1 | San Lorenzo         | Herminio Ricardo   | 7 de mayo |
| 24 de Setiembre VP  | 3 - 0 | Sport Colombia      | Próculo Cortázar   | 7 de mayo |
| 3 de Noviembre      | 2 - 1 | Limpeño             | Rubén Ramírez      | 7 de mayo |
| Ameliano            | 0 - 0 | Cerro Corá          | José Tomás Silva   | 7 de mayo |
| 29 de Setiembre     | 6 - 1 | 3 de Febrero        | Salustiano Zaracho | 7 de mayo |
| Capitán Figari      | 3 - 3 | 12 de Octubre (I)   | Juan B. Ruiz Díaz  | 7 de mayo |
| Recoleta            | 1 - 0 | Colegiales          | Roque Battilana    | 7 de mayo |

| Tacuary           | 1 - 1 | Cristóbal Colón (Ñ) | Toribio Vargas   | 14 de mayo      |
| Recoleta          | 3 - 0 | Benjamín Aceval     | Roque Battilana  | 14 de mayo      |
| Colegiales        | 2 - 1 | Capitán Figari      | Luciano Zacarías | 14 de mayo      |
| 12 de Octubre (I) | 4 - 1 | 29 de Setiembre     | Luis Salinas     | 14 de mayo      |
| Cerro Corá        | 1 - 2 | 3 de Noviembre      | Andrés Rodríguez | 14 de mayo      |
| Limpeño           | 2 - 3 | 24 de Setiembre VP  | Optaciano Gómez  | 14 de mayo      |
| Sport Colombia    | 1 - 1 | Cristóbal Colón JAS | Alfonso Colmán   | 14 de mayo      |
| San Lorenzo       | 4 - 1 | Pilcomayo           | Gunther Vogel    | 13 y 17 de mayo |
| 3 de Febrero      | 4 - 1 | Ameliano            | 3 de Febrero     | 17 de mayo      |

| Benjamín Aceval     | 1 - 0 | Tacuary           | Isidro Roussillón      | 20 de mayo |
| Pilcomayo           | 0 - 1 | Sport Colombia    | Agustín Báez           | 20 de mayo |
| Capitán Figari      | 4 - 1 | Recoleta          | Juan B. Ruíz Díaz      | 20 de mayo |
| Cristóbal Colón (Ñ) | 1 - 1 | San Lorenzo       | Pablo Patricio Bogarín | 21 de mayo |
| 3 de Noviembre      | 1 - 4 | 3 de Febrero      | Rubén Ramírez          | 21 de mayo |
| Ameliano            | 1 - 0 | 12 de Octubre (I) | José Tomás Silva       | 21 de mayo |
| 24 de Septiembre VP | 3 - 2 | Cerro Corá        | Próculo Cortázar       | 21 de mayo |
| Cristóbal Colón JAS | 4 - 3 | Limpeño           | Herminio Ricardo       | 21 de mayo |
| 29 de Septiembre    | 1 - 1 | Colegiales        | Salustiano Zaracho     | 21 de mayo |

| Capitán Figari    | 1 - 0 | Benjamín Aceval     | Juan B. Ruíz Díaz | 24 de mayo |
| Recoleta          | 4 - 2 | 29 de Septiembre    | Roque Battilana   | 24 de mayo |
| Colegiales        | 0 - 0 | Ameliano            | Colegialito       | 24 de mayo |
| 12 de Octubre (I) | 0 - 1 | 3 de Noviembre      | Luis Salinas      | 24 de mayo |
| 3 de Febrero      | 2 - 0 | 24 de Setiembre VP  | 3 de Febrero      | 24 de mayo |
| Cerro Corá        | 0 - 4 | Cristóbal Colón JAS | Andrés Rodríguez  | 24 de mayo |
| Limpeño           | 1 - 0 | Pilcomayo           | Optaciano Gómez   | 24 de mayo |
| Sport Colombia    | 1 - 1 | Cristóbal Colón (Ñ) | Alfonso Colmán    | 24 de mayo |
| San Lorenzo       | 5 - 1 | Tacuary             | Gunther Vogel     | 24 de mayo |

| Benjamín Aceval     | 1 - 2 | San Lorenzo       | Isidro Roussillón      | 27 de mayo |
| Tacuary             | 1 - 1 | Sport Colombia    | Toribio Vargas         | 28 de mayo |
| Cristóbal Colón (Ñ) | 3 - 1 | Limpeño           | Pablo Patricio Bogarín | 28 de mayo |
| Pilcomayo           | 1 - 0 | Cerro Corá        | Agustín Báez           | 28 de mayo |
| Cristóbal Colón JAS | 5 - 1 | 3 de Febrero      | Herminio Ricardo       | 28 de mayo |
| 24 de Setiembre VP  | 1 - 1 | 12 de Octubre (I) | Próculo Cortázar       | 28 de mayo |
| 3 de Noviembre      | 0 - 1 | Colegiales        | Rubén Ramírez          | 28 de mayo |
| Ameliano            | 2 - 2 | Recoleta          | José Tomás Silva       | 28 de mayo |
| 29 de Setiembre     | 0 - 0 | Capitán Figari    | Salustiano Zaracho     | 28 de mayo |

| Limpeño           | 1 - 1 | Tacuary             | Optaciano Gómez    | 3 de junio |
| Capitán Figari    | 0 - 1 | Ameliano            | Juan B. Ruiz Díaz  | 3 de junio |
| 3 de Febrero      | 1 - 2 | Pilcomayo           | Oriental           | 3 de junio |
| Sport Colombia    | 2 - 2 | San Lorenzo         | Alfonso Colmán     | 4 de junio |
| 12 de Octubre (I) | 1 - 0 | Cristóbal Colón JAS | Luis Salinas       | 4 de junio |
| Cerro Corá        | 0 - 0 | Cristóbal Colón (Ñ) | Andrés Rodríguez   | 4 de junio |
| Recoleta          | 0 - 0 | 3 de Noviembre      | Roque Battilana    | 4 de junio |
| Colegiales        | 1 - 0 | 24 de Setiembre VP  | Colegialito        | 4 de junio |
| 29 de Setiembre   | 1 - 0 | Benjamín Aceval     | Salustiano Zaracho | 4 de junio |

| Benjamín Aceval     | 0 - 1 | Sport Colombia    | Isidro Roussillón      | 10 de junio |
| Tacuary             | 1 - 0 | Cerro Corá        | Toribio Vargas         | 10 de junio |
| Cristóbal Colón (Ñ) | 2 - 0 | 3 de Febrero      | Pablo Patricio Bogarín | 10 de junio |
| 3 de Noviembre      | 1 - 2 | Capitán Figari    | Rubén Ramírez          | 10 de junio |
| San Lorenzo         | 1 - 1 | Limpeño           | Gunther Vogel          | 11 de junio |
| Pilcomayo           | 0 - 2 | 12 de Octubre (I) | Agustín Báez           | 11 de junio |
| Cristóbal Colón JAS | 0 - 1 | Colegiales        | Herminio Ricardo       | 11 de junio |
| 24 de Setiembre VP  | 0 - 2 | Recoleta          | Próculo Cortázar       | 11 de junio |
| Ameliano            | 3 - 1 | 29 de Setiembre   | José Tomás Silva       | 11 de junio |

| Capitán Figari    | 3 - 3 | 24 de Setiembre VP  | Juan B. Ruiz Díaz   | 17 de junio |
| Recoleta          | 2 - 3 | Cristóbal Colón JAS | Roque Battilana     | 17 de junio |
| 12 de Octubre (I) | 3 - 1 | Cristóbal Colón (Ñ) | Luis Salinas        | 17 de junio |
| Limpeño           | 1 - 2 | Sport Colombia      | Optaciano Gómez     | 17 de junio |
| 3 de Febrero      | 1 - 2 | Tacuary             | Tomás Beggan Correa | 18 de junio |
| Ameliano          | 1 - 0 | Benjamín Aceval     | José Tomás Silva    | 18 de junio |
| 29 de Setiembre   | 1 - 1 | 3 de Noviembre      | Salustiano Zaracho  | 18 de junio |
| Colegiales        | 4 - 3 | Pilcomayo           | Colegialito         | 18 de junio |
| Cerro Corá        | 0 - 1 | San Lorenzo         | Andrés Rodríguez    | 18 de junio |

| San Lorenzo         | 2 - 2 | 3 de Febrero      | Gunther Vogel          | 23 de junio |
| Benjamín Aceval     | 1 - 3 | Limpeño           | Isidro Roussillón      | 24 de junio |
| Tacuary             | 0 - 1 | 12 de Octubre (I) | Toribio Vargas         | 24 de junio |
| 3 de Noviembre      | 0 - 0 | Ameliano          | Rubén Ramírez          | 24 de junio |
| Cristóbal Colón (Ñ) | 1 - 4 | Colegiales        | Pablo Patricio Bogarín | 25 de junio |
| Pilcomayo           | 1 - 0 | Recoleta          | Agustín Báez           | 25 de junio |
| Cristóbal Colón JAS | 0 - 1 | Capitán Figari    | Herminio Ricardo       | 25 de junio |
| 24 de Setiembre VP  | 0 - 2 | 29 de Setiembre   | Próculo Cortázar       | 25 de junio |
| Sport Colombia      | 0 - 1 | Cerro Corá        | Alfonso Colmán         | 28 de junio |

| Tacuary             | 2 - 2 | Colegiales        | Toribio Vargas         | 8 de julio |
| San Lorenzo         | 3 - 2 | 12 de Octubre (I) | Gunther Vogel          | 8 de julio |
| Sport Colombia      | 2 - 0 | 3 de Febrero      | Alfonso Colmán         | 9 de julio |
| Limpeño             | 0 - 0 | Cerro Corá        | Optaciano Gómez        | 9 de julio |
| 3 de Noviembre      | 2 - 1 | Benjamín Aceval   | Rubén Ramírez          | 9 de julio |
| 24 de Setiembre VP  | 0 - 1 | Ameliano          | Próculo Cortázar       | 9 de julio |
| Cristóbal Colón JAS | 1 - 1 | 29 de Setiembre   | Herminio Ricardo       | 9 de julio |
| Pilcomayo           | 1 - 1 | Capitán Figari    | Agustín Báez           | 9 de julio |
| Cristóbal Colón (Ñ) | 1 - 2 | Recoleta          | Pablo Patricio Bogarín | 9 de julio |

| Benjamín Aceval   | 2 - 1 | Cerro Corá          | Isidro Roussillón  | 15 de julio |
| 3 de Febrero      | 2 - 2 | Limpeño             | 3 de Febrero       | 15 de julio |
| Colegiales        | 0 - 2 | San Lorenzo         | Colegialito        | 16 de julio |
| 12 de Octubre (I) | 0 - 0 | Sport Colombia      | Luis Salinas       | 16 de julio |
| Capitán Figari    | 1 - 1 | Cristóbal Colón (Ñ) | Juan B. Ruíz Díaz  | 16 de julio |
| Ameliano          | 2 - 2 | Cristóbal Colón JAS | José Tomás Silva   | 16 de julio |
| 3 de Noviembre    | 1 - 3 | 24 de Setiembre VP  | Rubén Ramírez      | 16 de julio |
| 29 de Setiembre   | 2 - 3 | Pilcomayo           | Salustiano Zaracho | 16 de julio |
| Recoleta          | 1 - 1 | Tacuary             | Roque Battilana    | 16 de julio |

| Tacuary             | 2 - 1 | Capitán Figari    | Toribio Vargas         | 22 de julio |
| Sport Colombia      | 1 - 0 | Colegiales        | Alfonso Colmán         | 22 de julio |
| Cristóbal Colón (Ñ) | 4 - 2 | 29 de Setiembre   | Pablo Patricio Bogarín | 22 de julio |
| Limpeño             | 1 - 0 | 12 de Octubre (I) | Optaciano Gómez        | 22 de julio |
| Pilcomayo           | 3 - 1 | Ameliano          | Agustín Báez           | 22 de julio |
| San Lorenzo         | 1 - 0 | Recoleta          | Gunther Vogel          | 22 de julio |
| 24 de Setiembre VP  | 1 - 1 | Benjamín Aceval   | Próculo Cortázar       | 23 de julio |
| Cerro Corá          | 2 - 3 | 3 de Febrero      | Andrés Rodríguez       | 23 de julio |
| Cristóbal Colón JAS | 1 - 2 | 3 de Noviembre    | Herminio Ricardo       | 23 de julio |

| Benjamín Aceval    | 1 - 1 | 3 de Febrero        | Isidro Roussillón  | 26 de julio |
| 12 de Octubre (I)  | 3 - 0 | Cerro Corá          | Luis Salinas       | 26 de julio |
| Colegiales         | 1 - 0 | Limpeño             | Colegialito        | 26 de julio |
| Recoleta           | 1 - 0 | Sport Colombia      | Roque Battilana    | 26 de julio |
| Capitán Figari     | 0 - 0 | San Lorenzo         | Juan B. Ruiz Díaz  | 26 de julio |
| 29 de Setiembre    | 1 - 2 | Tacuary             | Salustiano Zaracho | 26 de julio |
| Ameliano           | 1 - 0 | Cristóbal Colón (Ñ) | José Tomás Silva   | 26 de julio |
| 3 de Noviembre     | 3 - 0 | Pilcomayo           | Rubén Ramírez      | 26 de julio |
| 24 de Setiembre VP | 2 - 2 | Cristóbal Colón JAS | Próculo Cortázar   | 26 de julio |

| San Lorenzo         | 2 - 1 | 29 de Setiembre    | Gunther Vogel          | 30 de julio |
| Tacuary             | 4 - 2 | Ameliano           | Emiliano Ghezzi        | 30 de julio |
| Sport Colombia      | 1 - 0 | Capitán Figari     | Alfonso Colmán         | 30 de julio |
| Cerro Corá          | 1 - 2 | Colegiales         | Andrés Rodríguez       | 30 de julio |
| Pilcomayo           | 0 - 3 | 24 de Setiembre VP | Agustín Báez           | 30 de julio |
| Cristóbal Colón (Ñ) | 3 - 3 | 3 de Noviembre     | Pablo Patricio Bogarín | 30 de julio |
| Cristóbal Colón JAS | 3 - 1 | Benjamín Aceval    | Herminio Ricardo       | 30 de julio |
| 3 de Febrero        | 1 - 1 | 12 de Octubre (I)  | 3 de Febrero           | 30 de julio |
| Limpeño             | 2 - 2 | Recoleta           | Optaciano Gómez        | 31 de julio |

| Capitán Figari      | 2 - 4 | Limpeño             | Juan B. Ruíz Díaz  | 5 de agosto |
| Benjamín Aceval     | 2 - 3 | 12 de Octubre (I)   | Isidro Roussillón  | 5 de agosto |
| Colegiales          | 1 - 0 | 3 de Febrero        | Colegialito        | 6 de agosto |
| 3 de Noviembre      | 2 - 2 | Tacuary             | Rubén Ramírez      | 6 de agosto |
| 29 de Setiembre     | 1 - 0 | Sport Colombia      | Salustiano Zaracho | 6 de agosto |
| Ameliano            | 2 - 2 | San Lorenzo         | José Tomás Silva   | 6 de agosto |
| Cristóbal Colón JAS | 2 - 2 | Pilcomayo           | Herminio Ricardo   | 6 de agosto |
| Recoleta            | 2 - 0 | Cerro Corá          | Roque Battilana    | 6 de agosto |
| 24 de Setiembre VP  | 1 - 1 | Cristóbal Colón (Ñ) | Próculo Cortázar   | 6 de agosto |

| Sport Colombia      | 0 - 1 | Ameliano            | Alfonso Colmán         | 11 de agosto |
| Pilcomayo           | 1 - 1 | Benjamín Aceval     | Agustín Báez           | 12 de agosto |
| Cristóbal Colón (Ñ) | 0 - 1 | Cristóbal Colón JAS | Pablo Patricio Bogarín | 12 de agosto |
| Tacuary             | 1 - 1 | 24 de Setiembre VP  | Toribio Vargas         | 12 de agosto |
| San Lorenzo         | 2 - 0 | 3 de Noviembre      | Gunther Vogel          | 12 de agosto |
| Limpeño             | 0 - 0 | 29 de Setiembre     | Optaciano Gómez        | 12 de agosto |
| Cerro Corá          | 2 - 4 | Capitán Figari      | Andrés Rodríguez       | 12 de agosto |
| 3 de Febrero        | 1 - 0 | Recoleta            | 3 de Febrero           | 12 de agosto |
| 12 de Octubre (I)   | 4 - 0 | Colegiales          | Luis Salinas           | 12 de agosto |

| 29 de Setiembre     | 2 - 0 | Cerro Corá          | Salustiano Zaracho | 15 de agosto |
| 3 de Noviembre      | 3 - 2 | Sport Colombia      | Rubén Ramírez      | 15 de agosto |
| 24 de Setiembre VP  | 2 - 1 | San Lorenzo         | Próculo Cortázar   | 15 de agosto |
| Pilcomayo           | 0 - 0 | Cristóbal Colón (Ñ) | Agustín Báez       | 15 de agosto |
| Benjamín Aceval     | 1 - 4 | Colegiales          | Isidro Roussillón  | 16 de agosto |
| Recoleta            | 2 - 0 | 12 de Octubre (I)   | Roque Battilana    | 16 de agosto |
| Capitán Figari      | 1 - 1 | 3 de Febrero        | Juan B. Ruiz Díaz  | 16 de agosto |
| Ameliano            | 2 - 2 | Limpeño             | José Tomás Silva   | 16 de agosto |
| Cristóbal Colón JAS | 0 - 1 | Tacuary             | Herminio Ricardo   | 16 de agosto |

| Cristóbal Colón (Ñ) | 3 - 0 | Benjamín Aceval     | Pablo Patricio Bogarín | 19 de agosto |
| 3 de Febrero        | 2 - 0 | 29 de Setiembre     | 3 de Febrero           | 19 de agosto |
| Limpeño             | 5 - 1 | 3 de Noviembre      | Optaciano Gómez        | 19 de agosto |
| Tacuary             | 4 - 3 | Pilcomayo           | Toribio Vargas         | 20 de agosto |
| Colegiales          | 2 - 1 | Recoleta            | Colegialito            | 20 de agosto |
| Sport Colombia      | 1 - 3 | 24 de Setiembre VP  | Alfonso Colmán         | 20 de agosto |
| Cerro Corá          | 1 - 1 | Ameliano            | Andrés Rodríguez       | 20 de agosto |
| 12 de Octubre (I)   | 3 - 0 | Capitán Figari      | Luis Salinas           | 20 de agosto |
| San Lorenzo         | 0 - 0 | Cristóbal Colón JAS | Gunther Vogel          | 20 de agosto |

| Cristóbal Colón (Ñ) | 1 - 0 | Tacuary           | Pablo Patricio Bogarín | 26 de agosto |
| Ameliano            | 2 - 3 | 3 de Febrero      | José Tomás Silva       | 27 de agosto |
| Capitán Figari      | 0 - 1 | Colegiales        | Juan B. Ruíz Díaz      | 27 de agosto |
| Benjamín Aceval     | 0 - 0 | Recoleta          | Isidro Roussillón      | 27 de agosto |
| Pilcomayo           | 1 - 1 | San Lorenzo       | Agustín Báez           | 27 de agosto |
| 29 de Setiembre     | 1 - 3 | 12 de Octubre (I) | Salustiano Zaracho     | 27 de agosto |
| 3 de Noviembre      | 4 - 0 | Cerro Corá        | Rubén Ramírez          | 27 de agosto |
| 24 de Setiembre VP  | 1 - 1 | Limpeño           | Próculo Cortázar       | 27 de agosto |
| Cristóbal Colón JAS | 2 - 4 | Sport Colombia    | Herminio Ricardo       | 27 de agosto |

| San Lorenzo       | 1 - 0 | Cristóbal Colón (Ñ) | Gunther Vogel    | 1 de septiembre |
| Cerro Corá        | 1 - 3 | 24 de Septiembre VP | Andrés Rodríguez | 2 de septiembre |
| Colegiales        | 1 - 0 | 29 de Setiembre     | Colegialito      | 2 de septiembre |
| Tacuary           | 2 - 0 | Benjamín Aceval     | Toribio Vargas   | 2 de septiembre |
| Sport Colombia    | 3 - 3 | Pilcomayo           | Alfonso Colmán   | 2 de septiembre |
| Limpeño           | 2 - 0 | Cristóbal Colón JAS | Optaciano Gómez  | 2 de septiembre |
| 3 de Febrero      | 2 - 0 | 3 de Noviembre      | 3 de Febrero     | 2 de septiembre |
| 12 de Octubre (I) | 1 - 0 | Ameliano            | Luis Salinas     | 2 de septiembre |
| Recoleta          | 0 - 2 | Capitán Figari      | Roque Battilana  | 3 de septiembre |

| 29 de Setiembre     | 2 - 0 | Recoleta          | Salustiano Zaracho     | 6 de septiembre |
| Ameliano            | 3 - 0 | Colegiales        | José Tomás Silva       | 6 de septiembre |
| 24 de Setiembre VP  | 2 - 1 | 3 de Febrero      | Próculo Cortázar       | 6 de septiembre |
| Pilcomayo           | 3 - 1 | Limpeño           | Agustín Báez           | 6 de septiembre |
| Cristóbal Colón (Ñ) | 4 - 0 | Sport Colombia    | Pablo Patricio Bogarín | 6 de septiembre |
| Tacuary             | 1 - 2 | San Lorenzo       | Toribio Vargas         | 6 de septiembre |
| Benjamín Aceval     | 4 - 3 | Capitán Figari    | Isidro Roussillón      | 6 de septiembre |
| 3 de Noviembre      | 0 - 3 | 12 de Octubre (I) | Rubén Ramírez          | 6 de septiembre |
| Cristóbal Colón JAS | 3 - 0 | Cerro Corá        | Herminio Ricardo       | 6 de septiembre |

| Cerro Corá        | 0 - 4 | Pilcomayo           | Andrés Rodríguez  | 9 de septiembre  |
| 3 de Febrero      | 2 - 0 | Cristóbal Colón JAS | 3 de Febrero      | 9 de septiembre  |
| Limpeño           | 1 - 2 | Cristóbal Colón (Ñ) | Optaciano Gómez   | 9 de septiembre  |
| Sport Colombia    | 0 - 0 | Tacuary             | Alfonso Colmán    | 10 de septiembre |
| Colegiales        | 3 - 1 | 3 de Noviembre      | Colegialito       | 10 de septiembre |
| Recoleta          | 1 - 4 | Ameliano            | Roque Battilana   | 10 de septiembre |
| Capitán Figari    | 1 - 1 | 29 de Setiembre     | Juan B. Ruiz Díaz | 10 de septiembre |
| 12 de Octubre (I) | 1 - 1 | 24 de Setiembre VP  | Luis Salinas      | 10 de septiembre |
| San Lorenzo       | 2 - 1 | Benjamín Aceval     | Gunther Vogel     | 10 de septiembre |

| 24 de Septiembre VP | 2 - 3 | Colegiales        | Próculo Cortázar       | 15 de septiembre |
| Tacuary             | 2 - 1 | Limpeño           | Toribio Vargas         | 15 de septiembre |
| Cristóbal Colón (Ñ) | 3 - 0 | Cerro Corá        | Pablo Patricio Bogarín | 15 de septiembre |
| San Lorenzo         | 2 - 1 | Sport Colombia    | Gunther Vogel          | 15 de septiembre |
| 3 de Noviembre      | 0 - 2 | Recoleta          | Rubén Ramírez          | 16 de septiembre |
| Ameliano            | 1 - 0 | Capitán Figari    | José Tomás Silva       | 16 de septiembre |
| Benjamín Aceval     | 1 - 0 | 29 de Septiembre  | Isidro Roussillón      | 17 de septiembre |
| Cristóbal Colón JAS | 0 - 0 | 12 de Octubre (I) | Herminio Ricardo       | 17 de septiembre |
| Pilcomayo           | 1 - 2 | 3 de Febrero      | Agustín Báez           | 17 de septiembre |

| Cerro Corá        | 1 - 1 | Tacuary             | Andrés Rodríguez   | 23 de septiembre |
| Recoleta          | 0 - 1 | 24 de Septiembre VP | Roque Battilana    | 23 de septiembre |
| 29 de Setiembre   | 1 - 5 | Ameliano            | Salustiano Zaracho | 23 de septiembre |
| Sport Colombia    | 1 - 3 | Benjamín Aceval     | Alfonso Colmán     | 23 de septiembre |
| Limpeño           | 0 - 1 | San Lorenzo         | Optaciano Gómez    | 23 de septiembre |
| 3 de Febrero      | 1 - 4 | Cristóbal Colón (Ñ) | 3 de Febrero       | 23 de septiembre |
| 12 de Octubre (I) | 1 - 3 | Pilcomayo           | Luis Salinas       | 23 de septiembre |
| Colegiales        | 2 - 0 | Cristóbal Colón JAS | Colegialito        | 23 de septiembre |
| Capitán Figari    | 2 - 1 | 3 de Noviembre      | Juan B. Ruiz Díaz  | 23 de septiembre |

| Cristóbal Colón JAS | 3 - 0 | Recoleta          | Herminio Ricardo       | 28 de septiembre |
| Tacuary             | 2 - 1 | 3 de Febrero      | Toribio Vargas         | 29 de septiembre |
| Cristóbal Colón (Ñ) | 0 - 2 | 12 de Octubre (I) | Pablo Patricio Bogarín | 29 de septiembre |
| San Lorenzo         | 7 - 0 | Cerro Corá        | Gunther Vogel          | 30 de septiembre |
| Pilcomayo           | 0 - 1 | Colegiales        | Agustín Báez           | 30 de septiembre |
| 3 de Noviembre      | 3 - 3 | 29 de Setiembre   | Rubén Ramírez          | 30 de septiembre |
| Benjamín Aceval     | 2 - 1 | Ameliano          | Isidro Roussillón      | 30 de septiembre |
| Sport Colombia      | 3 - 2 | Limpeño           | Alfonso Colmán         | 30 de septiembre |
| 24 de Setiembre VP  | 1 - 1 | Capitán Figari    | Próculo Cortázar       | 2 de octubre     |

| Ameliano          | 3 - 1 | 3 de Noviembre      | José Tomás Silva   | 4 de octubre |
| 12 de Octubre (I) | 1 - 1 | Tacuary             | Luis Salinas       | 4 de octubre |
| Recoleta          | 4 - 1 | Pilcomayo           | Roque Battilana    | 4 de octubre |
| 29 de Setiembre   | 2 - 0 | 24 de Setiembre VP  | Salustiano Zaracho | 7 de octubre |
| Capitán Figari    | 5 - 2 | Cristóbal Colón JAS | Juan B. Ruíz Díaz  | 7 de octubre |
| Colegiales        | 1 - 2 | Cristóbal Colón (Ñ) | Colegialito        | 7 de octubre |
| 3 de Febrero      | 2 - 1 | San Lorenzo         | Martín Torres      | 7 de octubre |
| Limpeño           | 1 - 0 | Benjamín Aceval     | Optaciano Gómez    | 7 de octubre |
| Cerro Corá        | 2 - 5 | Sport Colombia      | Andrés Rodríguez   | 7 de octubre |